# Peter Therkildsen
Peter Therkildsen (13 giugno 1999) è un calciatore danese, centrocampista del Widzew Łódź.

## Caratteristiche tecniche
È un centrocampista centrale che può giocare anche al centro della difesa.

## Carriera
Cresciuto nelle giovanili del Solrød, è poi entrato in quelle dell'HB Køge. A partire dal campionato 2015-2016 è stato aggregato in prima squadra. Il 7 settembre 2016 ha esordito con questa maglia, subentrando ad Aleksandar Lazarevic nella vittoria per 0-3 sul campo del Døllefjelde Musse, sfida valida per il secondo turno della DBUs Landspokalturnering 2016-2017.
A febbraio 2018, Therkildsen è passato al Næstved, in 2. Division. Ha contribuito alla promozione della squadra in 1. Division, in questa porzione di stagione.
Il 24 gennaio 2019 è stato reso noto il suo trasferimento all'Horsens, a partire dall'estate successiva, legandosi con un contratto fino all'estate 2023. Il 14 luglio 2019 ha esordito in Superligaen, venendo schierato titolare nella sconfitta per 0-3 sul campo del Nordsjælland. Il 9 novembre 2019 ha segnato la prima rete nella massima divisione locale, nel 2-1 inflitto al Silkeborg.
Il 29 settembre 2020 è passato ai norvegesi dell'Haugesund, con la formula del prestito.
Il 4 gennaio 2021, Therkildsen è stato ingaggiato a titolo definitivo dall'Haugesund: ha firmato un contratto valido fino al 30 giugno 2024.

## Statistiche

### Presenze e reti nei club
Statistiche aggiornate al 14 gennaio 2021.
| Stagione       | Club           | Campionato     | Campionato | Campionato | Coppe nazionali | Coppe nazionali | Coppe nazionali | Coppe continentali | Coppe continentali | Coppe continentali | Supercoppe | Supercoppe | Supercoppe | Totale | Totale |
| Stagione       | Club           | Comp           | Pres       | Reti       | Comp            | Pres            | Reti            | Comp               | Pres               | Reti               | Comp       | Pres       | Reti       | Pres   | Reti   |
| -------------- | -------------- | -------------- | ---------- | ---------- | --------------- | --------------- | --------------- | ------------------ | ------------------ | ------------------ | ---------- | ---------- | ---------- | ------ | ------ |
| 2015-2016      | HB Køge        | 1D             | 0          | 0          | CD              | 0               | 0               | -                  | -                  | -                  | -          | -          | -          | 0      | 0      |
| 2016-2017      | HB Køge        | 1D             | 0          | 0          | CD              | 1               | 0               | -                  | -                  | -                  | -          | -          | -          | 1      | 0      |
| 2017-feb. 2018 | HB Køge        | 1D             | 0          | 0          | CD              | 2               | 0               | -                  | -                  | -                  | -          | -          | -          | 2      | 0      |
| Totale HB Køge | Totale HB Køge | Totale HB Køge | 0          | 0          |                 | 3               | 0               |                    | -                  | -                  |            | -          | -          | 3      | 0      |
| feb.-giu. 2018 | Næstved        | 2D             | 16         | 0          | CD              | -               | -               | -                  | -                  | -                  | -          | -          | -          | 16     | 0      |
| 2018-2019      | Næstved        | 1D             | 32         | 0          | CD              | 5               | 0               | -                  | -                  | -                  | -          | -          | -          | 37     | 0      |
| Totale Næstved | Totale Næstved | Totale Næstved | 48         | 0          |                 | 5               | 0               |                    | -                  | -                  |            | -          | -          | 53     | 0      |
| 2019-2020      | Horsens        | SL             | 29         | 3          | CD              | 3               | 1               | -                  | -                  | -                  | -          | -          | -          | 32     | 4      |
| set. 2020      | Horsens        | SL             | 1          | 0          | CD              | -               | -               | -                  | -                  | -                  | -          | -          | -          | 1      | 0      |
| Totale Horsens | Totale Horsens | Totale Horsens | 30         | 3          |                 | 3               | 1               |                    | -                  | -                  |            | -          | -          | 33     | 4      |
| set.-dic. 2020 | Haugesund      | ES             | 8          | 2          | -               | -               | -               | -                  | -                  | -                  | -          | -          | -          | 8      | 2      |
| Totale         | Totale         | Totale         | 86         | 5          |                 | 11              | 1               |                    | -                  | -                  |            | -          | -          | 97     | 6      |